# 920-talet f.Kr.

Kungadömena Israel och Juda 926 f.Kr.

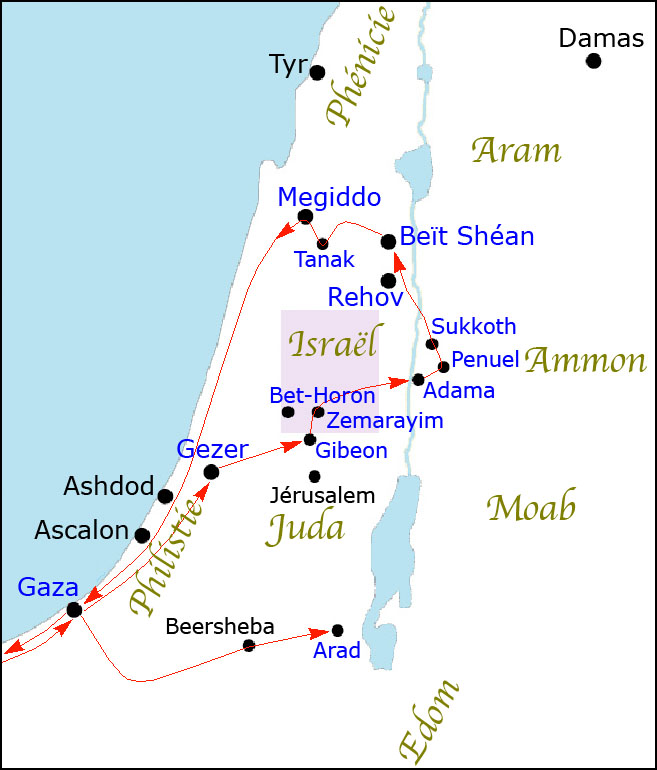
Farao Sheshonk I:s fälttåg i Palestina 925 f.Kr.

## Händelser
- 930 f.Kr. – Vid kung Salomos död lyckas hans son Rehabeam inte hålla Israels stammar samman och den norra delen bildar kungariket Israel med Jerobeam som kung. Rehabeam lämnas att styra över kungariket Juda.
- 925 f.Kr. – Egyptens farao Sheshonk I genomför ett fälttåg till Palestina.
- 924 f.Kr. – Osorkon I efterträder sin far Sheshonk I som farao av Egypten.
- 922 f.Kr. – Kungen av Aten, Phorbas, efterträds efter ett 30-årigt styre av sin son Megacles.

## Födda
- 929 f.Kr. – Phelles, kung av Tyros.

## Avlidna
- 926 f.Kr. – Salomo, israelisk kung.